# Іван Глібовецький
Іван Глібовецький (помер 1890) —  буковинський педагог і громадський діяч, москвофіл.

## Життєпис
Викладав у чернівецькій гімназії й учительській семінарії. 
Видавець першої української газети на Буковині «Буковинська Зоря» (1870 — 1871).
Був також відповідальним редактором української частини заснованого 1873 року в Чернівцях педагогічного періодичного видання «Bukowiner Padägogische Blätter» («Буковинські педагогічні листки»). Серед його публікацій — «Практична школа писемних сочиненій для учеников школ народних» (1885, №2).

## Твори
- Глібовецький І. Ruthenische Sprachbuch (Руський підручник). – Т. І. – Чернівці, 1884.

## Джерело
- Енциклопедія українознавства : Словникова частина : [в 11 т.] / Наукове товариство імені Шевченка ; гол. ред. проф., д-р Володимир Кубійович. — Париж — Нью-Йорк : Молоде життя, 1955—1995. — ISBN 5-7707-4049-3. Том 1, сторінка 387.

| українська персоналія | Це незавершена стаття про особу, що має стосунок до України. Ви можете допомогти проєкту, виправивши або дописавши її. |